# Dick Wagner
Pour les articles homonymes, voir Wagner.
Dick Wagner était un guitariste et compositeur américain, né le 14 décembre 1942 en Iowa, et décédé le 30 juillet 2014 à Scottsdale. Il est connu pour avoir accompagné Lou Reed, Alice Cooper et Peter Gabriel.

## Biographie
Dick Wagner, de son vrai nom Richard Allen Wagner, est né le 14 décembre 1942, en Iowa, et grandit à Saginaw dans le Michigan.
De 1964 à 1967 Dick Wagner joue dans le groupe The  Bossmen puis  en 1969 il forme le groupe The Frost qui obtient un succès commercial avec la chanson Rock N' Roll Music.
Dick Wagner participe sans y être crédité à deux  albums du groupe Alice Cooper : School's Out (1972) et Billion Dollar Babies (1973). Pour ce dernier album il compose la chanson I Love the Dead.
Ayant acquis une réputation de guitariste talentueux il est embauché en 1973 pour jouer aux côtés du guitariste Steve Hunter sur l’album Berlin de Lou Reed. Il participe ainsi à la tournée mondiale qui suit la sortie du disque. Les albums Rock 'n' Roll Animal et Lou Reed Live témoignent de la grande qualité des concerts donnés par le groupe au sein duquel s'illustrent par leur jeu de guitare virtuose et inspiré Wagner et son alter ego Steve Hunter.
À l'issue de la tournée, Dick Wagner ainsi que les musiciens de la tournée Rock 'n' Roll Animal sont engagés par le chanteur Alice Cooper qui entame alors une carrière solo. L’association entre le chanteur et le guitariste va s’avérer très fructueuse musicalement. Ces derniers coécrivent  ensemble plusieurs albums : Welcome to My Nightmare, Alice Cooper Goes to Hell, Lace and Whiskey, From the Inside et DaDa.
Compositeur de talent, Wagner signe notamment la musique de plusieurs succès d’Alice Cooper : Only Women Bleed, Welcome To My Nightmare, I Never Cry, You and Me et How You Gonna See Me Now.
Le hit Only Women bleed  est une ancienne composition que Wagner avait écrite en 1968 et fait écouter à Cooper. Le chanteur appréciant particulièrement la musique écrivit, en vingt minutes, de nouvelles paroles.  Ce titre a même été repris par Patrick Juvet sous le titre "J'ai peur de la nuit". 
En 1976, son ami Bob Ezrin, qui produit l'album Destroyer de Kiss, fait appel à lui pour des solos de guitares sur les chansons Flaming Youth et Sweeet Pain et de la guitare acoustique sur la chanson Beth qui devient le plus gros hit du groupe à l'époque.
En 1977, il joue sur le premier album solo de Peter Gabriel après son départ de Genesis, il est à la guitare solo sur deux pièces, soit Here comes the flood et Slowburn"".
Puis il retourne chez lui au Michigan en 1994 et forme son propre groupe, Dick Wagner and the Souls Journey Band.
Il meurt d'un arrêt respiratoire le 30 juillet 2014, au Scottsdale Healthcare Shea Medical Center de Scottsdale en Arizona.